# Staples, Texas
Staples är en ort i Guadalupe County i Texas. Vid 2020 års folkräkning hade Staples 193 invånare.